# Kristo Negovani
Padre Kristo Negovani, al secolo Kristo Harallambi (Negovan, 1875 – Negovan, 12 febbraio 1905), è stato un religioso e scrittore albanese.
Papa Kristo, come era conosciuto dai fedeli, contrastò patriotticamente il sempre maggiore senso anti-albanese della Chiesa ortodossa greca, insegnamento la lingua e la cultura patria alla sua gente, e celebrando anche nella lingua madre piuttosto che nel greco antico (tipico delle chiese di tradizione orientale). Come il padre, fu barbaramente massacrato da sicari greci.

## Biografia
Nato nel villaggio di Negovan (attuale Grecia), un paesino abitato da albanesi della regione di Kolonjë (Albania), studiò ad Atene grazie al generoso finanziamento ed alla protezione di suo padre, Harallambi Çali, che era un ricco mercante, scrittore e patriota albanese. Harallambi Çali combatté contro gli obiettivi antialbanesi della chiesa ortodossa greca e dei circoli sciovinisti della borghesia ellenica, propagandando l'idea di unificare le forze patriottiche albanesi nella lotta contro lo sciovinismo degli Stati vicini. Egli morì barbaramente massacrato dai soldati greci.
La morte di suo padre, che venne ucciso nel 1891, costrinse Kristo Negovani ad abbandonare gli studi ed a lavorare come insegnante in una scuola elementare, a Leskovik, per mantenere la famiglia. Nel 1894 emigrò a Braila, in Romania, dove lavorò per tre anni come falegname. Qui entrò in contatto con il movimento nazionale albanese ed imparò a scrivere nella lingua albanese (con l'alfabeto di Istanbul). Nel 1897, dopo esser stato ordinato sacerdote, tornò nel suo villaggio natale e continuò il suo lavoro come insegnante. Il Padre Negovani decise di insegnare presso la propria abitazione la scrittura dell’albanese ad oltre un centinaio di bambini ed adulti albanesi analfabeti.  Il sacerdote Negovani volle tenere messa solo in lingua albanese per la sua gente, ma questo non venne apprezzato dalla Chiesa ortodossa greca.
Il 10 febbraio 1905, Negovani tenne una messa alla presenza di Karavangelis, vescovo filoellenico di Kastoria (zona ottomana di lingua albanese, obbiettivo espansionistico  territoriale della “Megali Idea”), il quale, uscendo dalla chiesa, pronunciò queste parole: "Spero che l'anno prossimo tu non sia tra i vivi". Due giorni dopo, sabato 12 febbraio 1905, il villaggio fu circondato da soldati greci che costrinsero il trentenne Negovani ad uscire di casa nel cuore della notte per essere massacrato con l'ascia dagli ellenici.

## Opere
- Storia del Vecchio Testamento (in albanese: Histori e Dhiatës së Vjetërë), Bucarest, 1889;
- La Distruzione di Hormova (in albanese: Prishija e Hormovësë), Sofia, 1904;
- Il piccolo Dhonat Argjendi (in albanese: I vogëli Dhonat Argjendi), Sofia, 1904.

### Opere postume
- Le Opere dei Santi Apostoli (in albanese: Bëmatë la dërgimtarë shëntorëvet), Sofia, 1906;
- La storia di Plikati (in albanese: Istorishkronjë e Plikatit), Salonicco, 1909.